# Kochsche Kuhlen

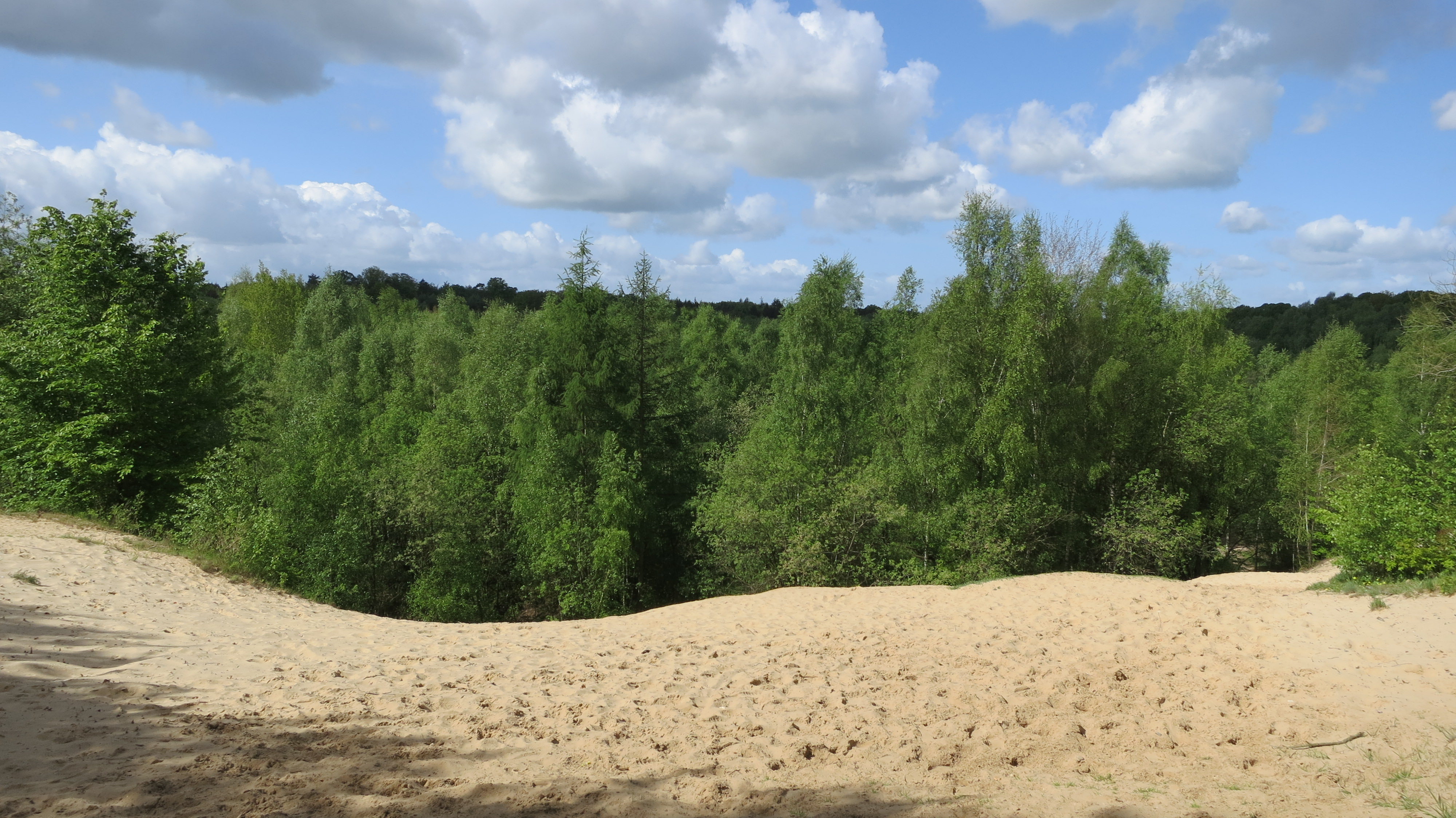
Die Kochsche Sandkuhle

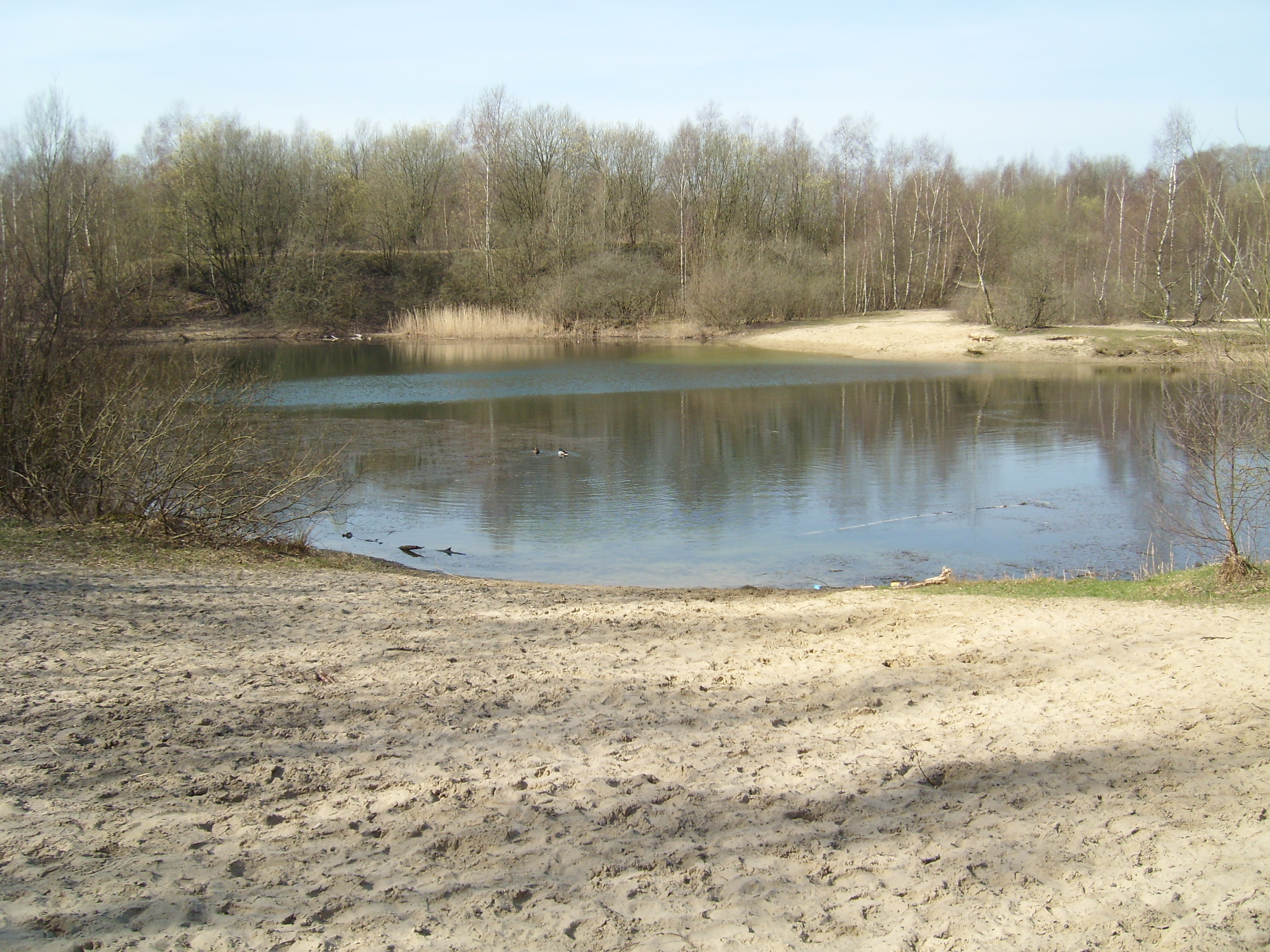
See in der Sandkuhle

Die Kochschen Sand- und Kieskuhlen in Itzehoe, auch Kochsche Kuhlen oder Kochkuhlen genannt, sind ein ehemaliges Sand- und Kiesabbaugebiet.
Betreiber war die 1927 von Willi Koch gegründete Kalksandsteinwerk Itzehoe W. Koch & Co. KG mit Sitz an der Oelixdorfer Straße. Nach Ausbeutung der Kiesgruben wurden diese teilweise als Mülldeponie genutzt; mit dem erhöhten Umweltbewusstsein und einer strengeren Umweltgesetzgebung wurde sie aufgelöst. Die Sandkuhle hat sich in den letzten Jahrzehnten natürlich entwickeln können und beherbergt einige seltenere Pflanzenarten. In der Mitte der Sandkuhle ist ein See geblieben, der keine oberirdischen Zu- oder Abflüsse hat.